# Quad Cities
Quad Cities (s-ar traduce în română Curtea Orașelor) este o regiune a cinci orașe în statele Iowa și Illinois din Statele Unite: Davenport și Bettendorf în sud-estul statului Iowa, și Rock Island, Moline, și East Moline în nord-vestul statului Illinois. Aceste orașe sunt centrele zonei metropolitane Quad Cities, care începând din 2013 avea o populație estimată la 383.781 de americani.